# Maurice Walsh
Pour les articles homonymes, voir Walsh.
Maurice Walsh (1879-1964) est un romancier irlandais. Ses nouvelles et romans ont connu un succès populaire appréciable dans le monde anglo-saxon au cours des années 1930 et ensuite. Mais c'est le film, L'Homme tranquille (The Quiet Man, 1952) de John Ford, basé sur sa nouvelle éponyme, qui le fit plus tard connaître internationalement.
Son œuvre se compose principalement de nouvelles et romans de mœurs, de terroir (Highlands, Kerry), aux personnages bien typés et où « l'esprit des lieux » occupe une place importante. Elle comporte aussi quelques romans historiques (dont Blackcock's Feather, duquel a été tiré en 1933 une version abrégée à l'usage des écoles en Irlande), deux romans policiers et une pièce de théâtre.

## Biographie
Fils aîné d'un couple de fermiers, John Walsh et Elizabeth Buckley, Maurice Walsh est né le 2 avril 1879 à Ballydonoghue dans le Kerry. Il y passe une enfance au grand air, ponctuée de parties de chasse, de pêche et de quelques bagarres mémorables (un mode de vie qu'il continuera à priser et évoquera largement dans son œuvre). Il fréquente l'école publique à Lisselton, non loin de là. Son père, lecteur passionné, lui transmet très tôt le goût de la littérature, de même que son instituteur. Sa mère l'encourage à faire carrière dans l'administration publique. Il étudie au St Michael's College de Listowel pour se préparer à l'examen d'entrée, qu'il réussit au second essai.
Il entre le 2 juillet 1901 dans l'administration britannique des accises. Diverses affectations lui seront assignées au cours de ses premières années de carrière, le plus souvent en Écosse, dans les Highlands. Cette région exercera sur lui un attrait durable.
En 1906 à Dufftown (Banffshire, Écosse), il rencontre Caroline Isabel Thomson Begg (1886-1941), surnommée « Toshon », qu'il épousera le 8 août 1908. Ils auront cinq enfants, dont deux filles qui mourront en bas âge : Maurice (1909), Ian (1912 ?), Mary (1915-1918), Neil (1919) et Elizabeth (1932-1932).
En 1913, il se lie d'amitié avec Neil Gunn, lui aussi officier des accises, qui deviendra l'une des principales figures de la renaissance littéraire écossaise des années 1920.
Nationaliste irlandais convaincu sinon militant, Maurice Walsh retourne définitivement en Irlande en 1922 pour rejoindre l'administration des douanes et accises du nouvel État libre d'Irlande. Il s'installe avec sa famille dans la région de Dublin en 1923. Il joue un rôle actif au sein du Comhaltas Cána, le syndicat des officiers des douanes et accises, dont il sera secrétaire général (1925-1926) puis président (1929-1930). 
Son premier roman, The Key Above the Door, est publié en 1926 et reçoit un hommage inattendu mais très encourageant de J. M. Barrie.
À la fin des années 1920, un semi-vagabond nommé Thomasheen James O'Gorman s'attache aux Walsh. Il inspirera à Maurice le personnage de Thomasheen James O'Doran, héros de seize de ses nouvelles.
Maurice Walsh prend sa retraite en 1933. Auteur déjà reconnu, il se consacre dès lors pleinement à l'écriture. Il est membre, et en 1938 président, du PEN club irlandais ainsi que de l'association Friends of the Irish Academy of Letters.
Il meurt le 18 février 1964 à Dublin.

## Œuvres

### Romans et nouvelles
- (en) The Key Above the Door, 1926 [(en) lire en ligne]
- (en) While Rivers Run, 1926 [(en) lire en ligne]
- (en) The Small Dark Man, 1929 [(en) lire en ligne]
- (en) Blackcock's Feather, 1932
- (en) The Road to Nowhere, 1934 [(en) lire en ligne]
- L'Homme tranquille, Éditions France-Empire, 1953 ((en) Green Rushes, 1935), trad. Jane Fillion [(en) lire en ligne]
- (en) And No Quarter, 1937
- (en) Sons of the Swordmaker, 1938
- (en) The Hill is Mine, 1940
- (en) Thomasheen James, Man of No-Work, 1941
- (en) The Spanish Lady, 1943
- (en) The Man in Brown / Nine Strings to Your Bow, 1945 [(en) lire en ligne]
- (en) Son of Apple, 1947
- (en) Castle Gillian, 1948
- Révolte dans la vallée, Éditions France-Empire, 1954 ((en) Trouble in the Glen, 1950), trad. Jane Fillion [(en) lire en ligne]
- (en) Son of a Tinker, 1951
- (en) The Honest Fisherman, 1953
- (en) A Strange Woman's Daughter, 1954
- (en) Danger Under the Moon, 1956
- (en) The Smart Fellow, 1964

Les nouvelles et romans ci-dessus ont généralement été d'abord publiés dans le Chambers Journal au Royaume-Uni et le Saturday Evening Post aux États-Unis. La première œuvre de Maurice Walsh, une nouvelle intitulée Robbery under Arms, a été publiée dans le Weekly Freeman en 1905.

### Théâtre
- (en) The Golden Pheasant, 1946

### Poésie
- (en) Collected Poems and Verses of Maurice Walsh, 2003

### Adaptations
- 1952 : L'Homme tranquille (The Quiet Man), film de John Ford
- 1954 : Révolte dans la vallée (Trouble in the Glen), film de Herbert Wilcox